# Buno-Bonnevaux
Buno-Bonnevaux ist eine französische Gemeinde mit 523 Einwohnern (Stand: 1. Januar 2022) im Département Essonne in der Region Île-de-France. Sie gehört zum Arrondissement Évry und ist Mitglied im Gemeindeverband Communauté de communes des 2 Vallées.
Die Einwohner werden Bonnevaliens und Bonnevaliennes genannt.

## Geographie
Buno-Bonnevaux liegt etwa 55 Kilometer südlich von Paris an der Essonne, die die westliche Gemeindegrenze bildet. Die Gemeinde liegt im Regionalen Naturpark Gâtinais français.
Im Gemeindegebiet befindet sich ein Segelflugplatz.

### Nachbargemeinden
Umgeben ist Buno-Bonnevaux von den Nachbargemeinden Maisse im Norden und Nordwesten, Milly-la-Forêt im Nordosten, Oncy-sur-École im Osten und Nordosten, Tousson im Osten und Südosten, Nanteau-sur-Essonne im Süden und Südosten, Boigneville im Südwesten, Prunay-sur-Essonne im Westen sowie Gironville-sur-Essonne im Westen und Nordwesten.

## Bevölkerungsentwicklung
| Jahr                       | 1962 | 1968 | 1975 | 1982 | 1990 | 1999 | 2006 | 2012 | 2019 |
| Einwohner                  | 279  | 287  | 296  | 263  | 430  | 518  | 476  | 477  | 434  |
| Quellen: Cassini und INSEE |      |      |      |      |      |      |      |      |      |

## Sehenswürdigkeiten
- Kirche Saint-Léger
- Kapelle Bonnevaux aus dem 13. Jahrhundert, seit 1950 Monument historique
- Polissoir von Grimery
- Polissoir des Sept coups d’épée, Sandsteinblock mit sieben Wetzrillen aus neolithischer Zeit, die als Schwerthiebe eines sagenhaften Kriegers gedeutet wurden

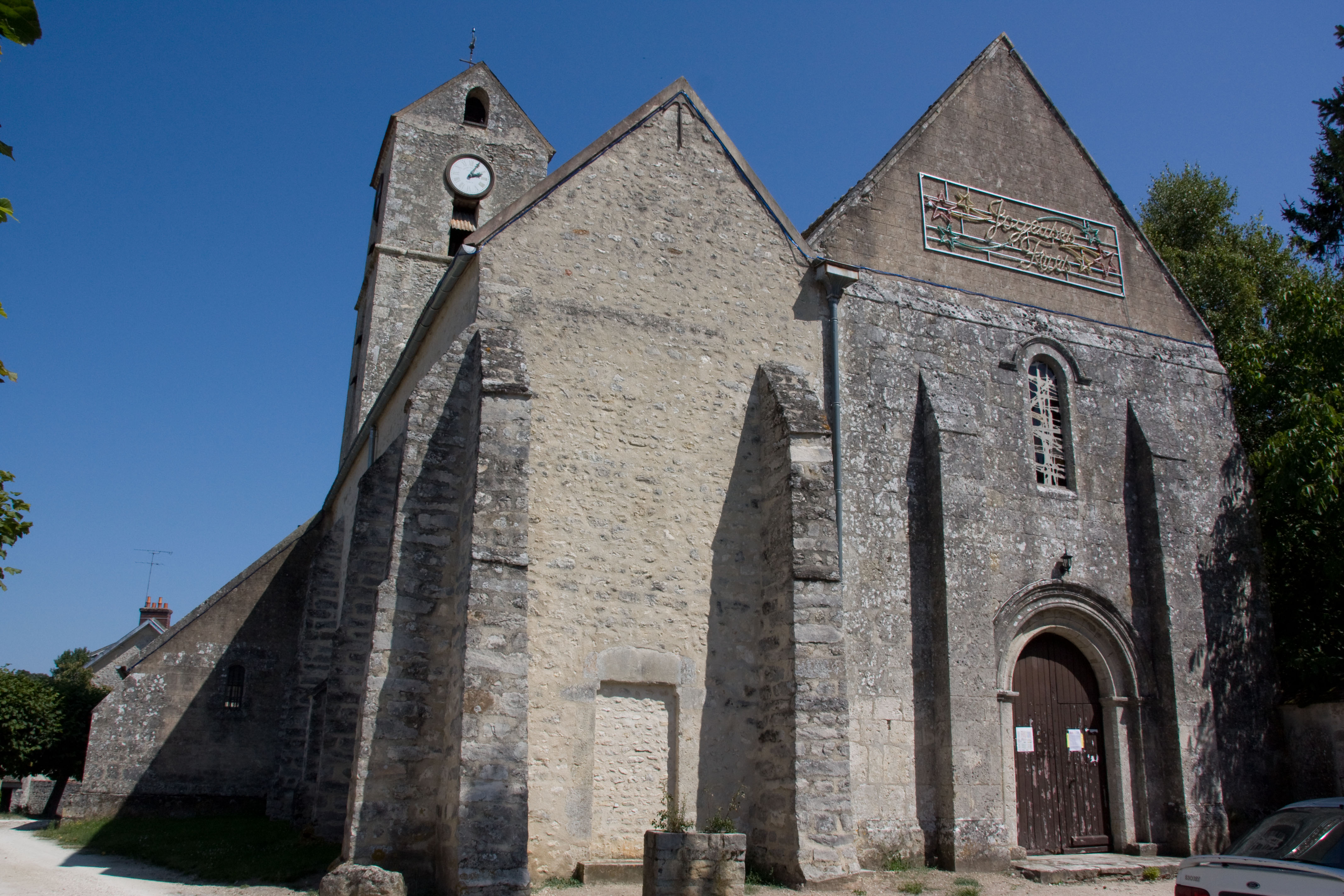
Kirche Saint-Léger
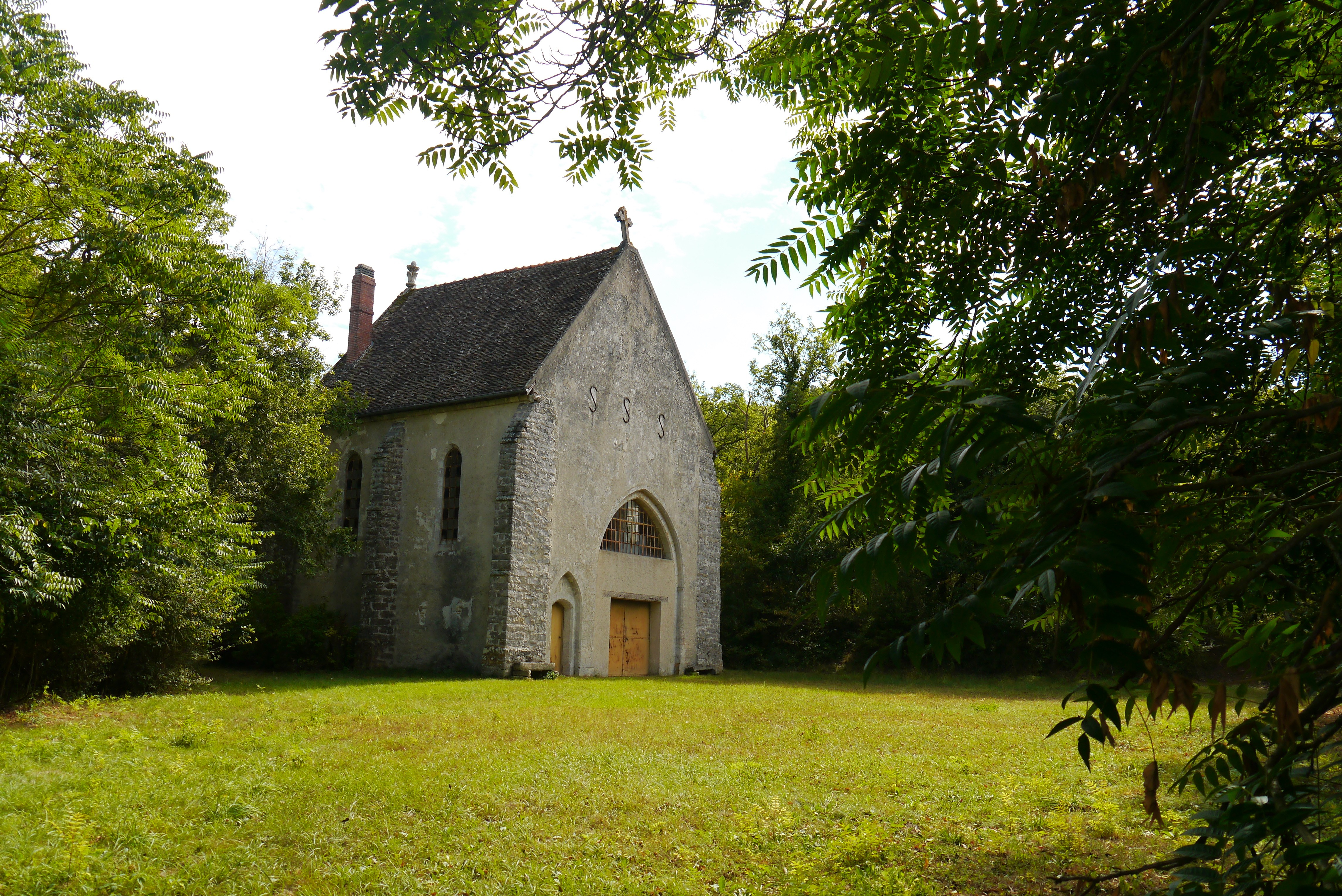
Kapelle Bonnevaux
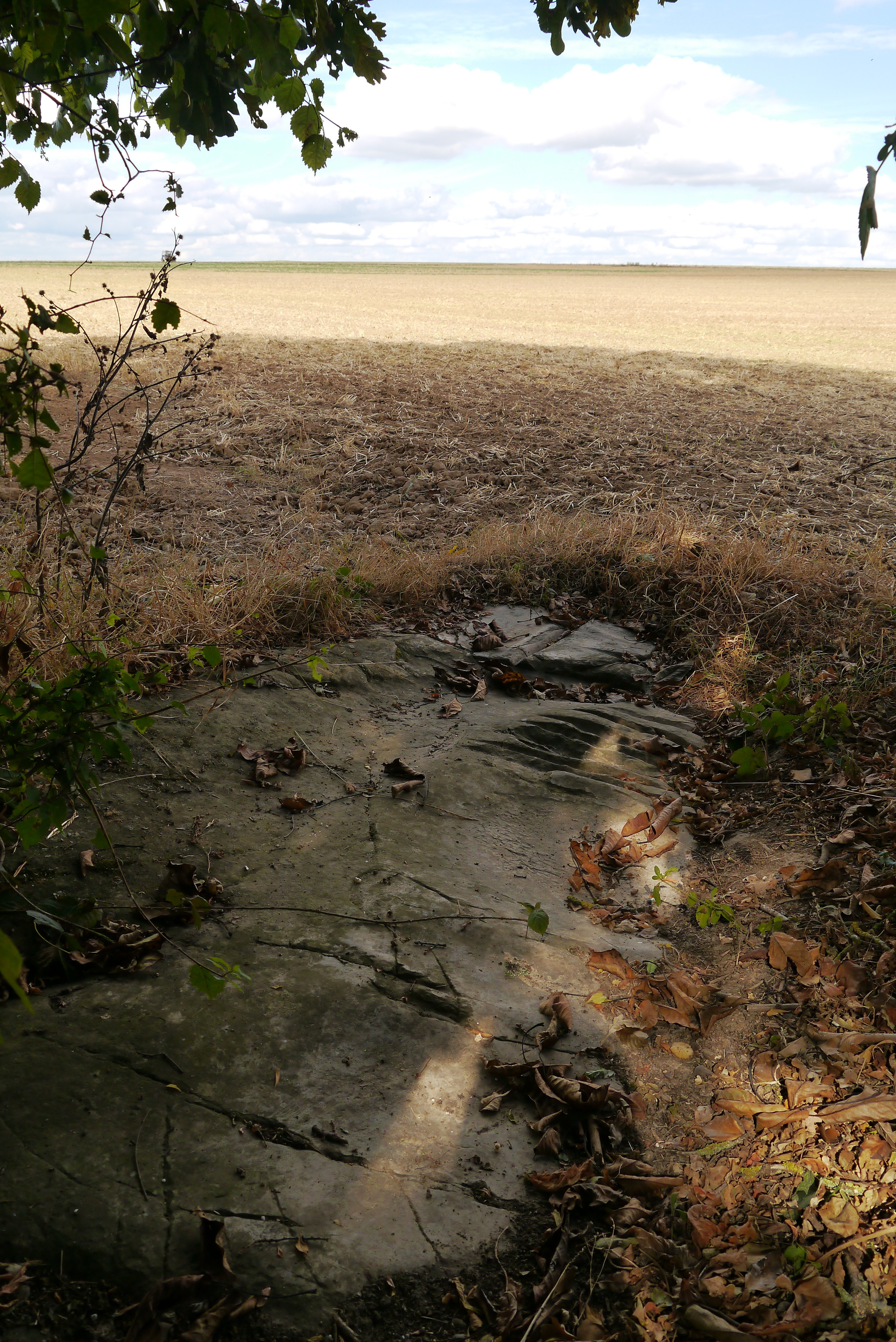
Polissoir von Grimery
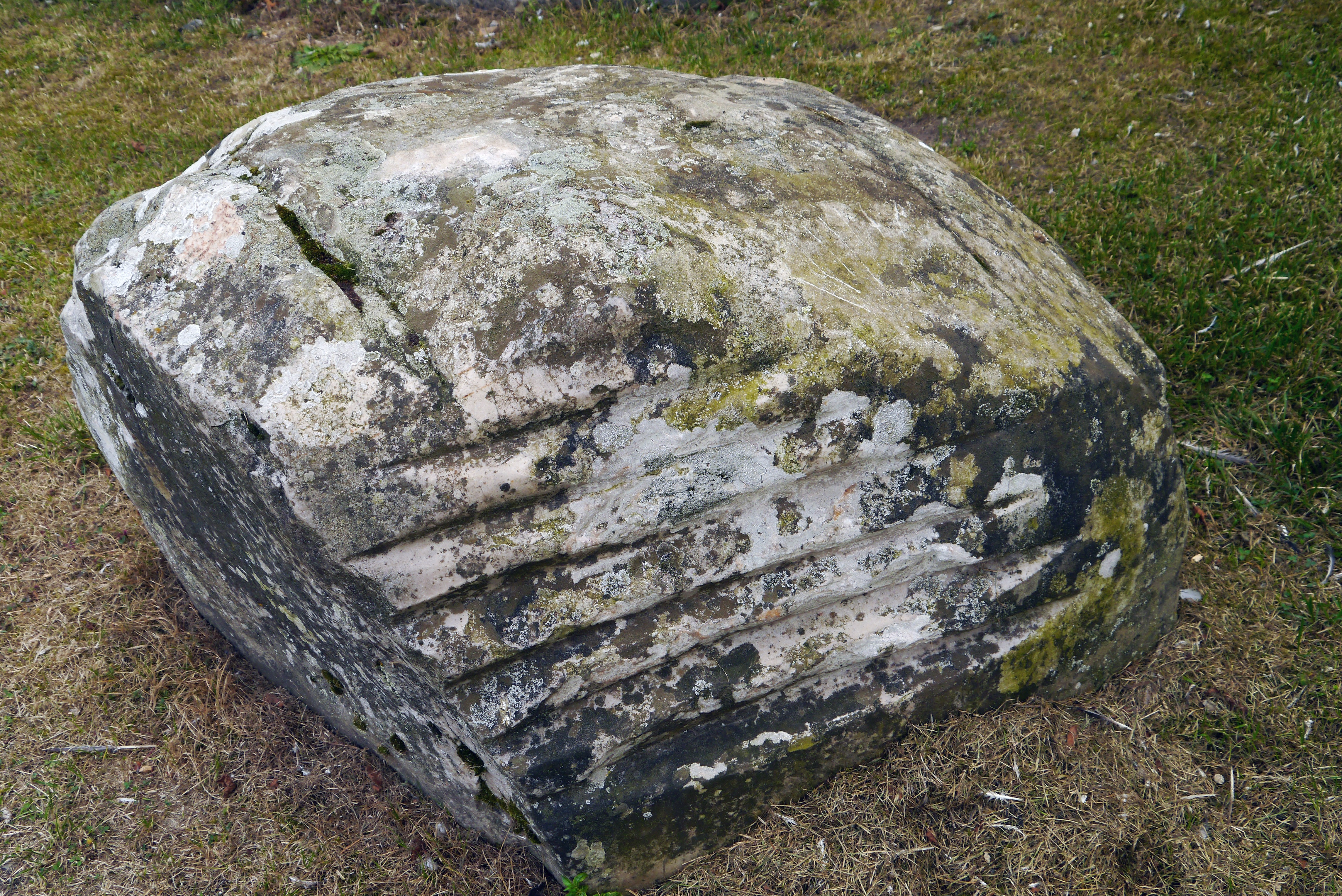
Polissoir  mit sieben jungsteinzeiten Rillen